# (500077) 2011 WJ76
(500077) 2011 WJ76 es un asteroide perteneciente al cinturón de asteroides, descubierto el 1 de octubre de 2011 por el equipo del Mount Lemmon Survey desde el Observatorio del Monte Lemmon, Arizona, Estados Unidos.

## Designación y nombre
Designado provisionalmente como 2011 WJ76.

## Características orbitales
2011 WJ76 está situado a una distancia media del Sol de 2,197 ua, pudiendo alejarse hasta 2,511 ua y acercarse hasta 1,883 ua. Su excentricidad es 0,142 y la inclinación orbital 4,608 grados. Emplea 1189,94 días en completar una órbita alrededor del Sol.

## Características físicas
La magnitud absoluta de 2011 WJ76 es 18,2.